# Jean-Pierre Giran
Pour les articles homonymes, voir Giran (homonymie).
Jean-Pierre Giran est un professeur d'économie et homme politique français, né le 9 janvier 1947 à Marseille (Bouches-du-Rhône).

## Biographie

### Activités d'enseignant
Jean-Pierre Giran est professeur des universités, agrégé de sciences économiques. Ancien doyen de la Faculté d'économie appliquée d'Aix-en-Provence, il est l'auteur d'une quinzaine d'ouvrages dans les domaines économiques et politiques.
Le 31 août 2017, il prend sa retraite d'universitaire.

### Activités politiques
Il est député de la 3e circonscription du Var, à l'est et au nord de Toulon de 1997 à 2017.
Il fait partie du groupe UMP à l'Assemblée nationale.
Ancien président du conseil d'administration du Parc national de Port-Cros, il préside l'établissement public Parcs nationaux de France (PNF) chargé de la coordination de l'action des parcs nationaux français.
Le 27 novembre 2012, il adhère au groupe Rassemblement UMP, présidé par François Fillon et dissous en janvier 2013.
Il est en 2016 l'un des soutiens d'Alain Juppé, en vue des primaires de l'alternance de 2016.

## Détail des fonctions et des mandats

### Mandat parlementaire
- 12 juin 1997 – 20 juin 2017 : Député de la 3e circonscription du Var

(Suppléant : Jean-Louis Masson, maire de La Garde).

### Mandats et fonctions locales
- 20 mars 1989 – 15 décembre 2000 : maire de Saint-Cyr-sur-Mer
- 23 mars 1992 – 20 août 2002 : conseiller régional de Provence-Alpes-Côte d'Azur
- 18 mars 2001 – en cours : conseiller municipal d'Hyères
- 5 avril 2014 – en cours : maire d'Hyères
- 2017 – 2023 : 1er vice-président de Toulon Provence Méditerranée
- 2023 – en cours : président de Toulon Provence Méditerranée

## Publications
- Recherche d’information et déséquilibre, Economica, 1979[4]
- Analyse économique, Economica, 1980[4]
- Analyse du déséquilibre, Economica, 1981[4]
- Pour une économie de la recherche, Economica, 1982[4]
- Politique de l'emploi, Economica, 1983[4]
- La déréglementation : Passeport pour une économie libérée, Economica, 1985[4]
- Le ciel nous est tombé sur la tête, une certaine idée du var et de la politique, Edition de l'aube, 1998[4]
- Culture et emploi, Edition Cujas, 1999[4]
- Derrière les mots, la politique, Les Presses du Midi, 2000[4]
- Dictionnaire de Sciences Economiques, PUF, 2001[4]
- Proximité et Politique, Economica, 2001[4]
- Le Sud : pensée à la mode ou mode de pensée, Les Presses du Midi, 2002[4]
- Les Parcs nationaux : une chance pour la France, une référence pour ses territoires, Documentation Française, 2003[4]
- La fin des certitudes, Editions L'Harmattan, 2005[4]
- La République impudique, Editions L'Harmattan, 2010[4]
- Des élus contre nature, T&O Editions, 2011[4]
- Je ne suis pas sûr d’avoir tort, Edition Les Cahiers de l'Egaré, 2015[4]
- Monsieur Macron nous ferait-il marcher, Edition Les Cahiers de l'Egaré, 2017[4]
- La politique n’est pas toujours celle que vous croyez, Edition Les Cahiers de l'Egaré, 2022[4]